# Émilie Alexandre
Pour les articles homonymes, voir Alexandre.
Émilie Alexandre, née le 31 mars 2006 à Marseille (Bouches-du-Rhône), est une skateuse française.